# Минказан
Минказа́н (каз. Мыңқазан) — село у складі Меркенського району Жамбильської області Казахстану. Входить до складу Жанатоганського сільського округу.
У радянські часи село називалося Ворошилова.
Населення — 979 осіб (2021; 1019 у 2009, 938 у 1999, 965 у 1989).